# Pardomima azancla
Pardomima azancla là một loài bướm đêm trong họ Crambidae.